# Alanna Bray-Lougheed
Alanna Bray-Lougheed, née le 24 février 1993 à Oakville, est une kayakiste canadienne.

## Carrière
Aux Jeux panaméricains de 2019, elle remporte la médaille d'or en K2 500 mètres et en K4 500 mètres.